# Borda de Servent (Gurp)
La Borda de Servent era una borda del terme municipal de Tremp, a l'antic terme de Gurp de la Conca, al Pallars Jussà.
Està situada al sud del poble de Gurp i al nord-oest de l'Acadèmia General Bàsica de Suboficials, al sud-oest de la cruïlla dels camins de Talarn, Gurp i Montibarri, al nord-oest de les Bordes del Seix i de la masia de Casa Tura.